# Altaji nyelvcsalád
Az  altaji nyelvcsalád a természetes nyelvek egy nyelvcsaládja. Elterjedési területe Belső-Ázsia, Észak-Ázsia és Kelet-Európa.
Az altaji nyelvcsalád létezését a legtöbb összehasonlító nyelvész már régóta elutasítja, bár továbbra is támogatja egy kicsi, de stabil tudományos kisebbség.
Az 1960-as évektől az összehasonlító nyelvészek többsége megkérdőjelezi, hogy az altaji nyelvcsalád valóban nyelvcsalád, mivel szerintük lehetséges, hogy három fő ága nem közös őstől származik. Ezen nyelvészek szerint helyesebb lenne három független, azaz török, mongol és mandzsu-tunguz nyelvcsaládról beszélni. Más nyelvészek viszont az altajinál nagyobb csoportok közös eredetét is bizonyítottnak látják: így pl. az 1960-as évekig széles körben elfogadott kategória volt az urál-altaji nyelvcsalád, ma ezt felváltotta a még tágabb eurázsiai makrocsalád, valamint  a nosztratikus makrocsalád. A makrocsaládok elméletének helyességét a közelmúltban statisztikai módszerekkel is sikerült alátámasztani.

## A családhoz tartozó nyelvek
- Török nyelvek (türk nyelvek)
  - Ótörök nyelv (türk, orkhoni)
  - Köztörök ág
    - Délnyugati köztörök: oguz nyelvek (oghuz)
      - azeri
      - gagauz
      - török (oszmán-török nyelv, törökországi török)
      - türkmén

    - Északnyugati köztörök: kipcsak nyelvek (kipchak, kypchak)
      - baskír
      - besenyő (vagy pecseneg, kihalt)
      - karacsáj-balkár
      - karaim
      - karakalpak
      - kazak
      - kirgiz
      - krími tatár
      - kumik
      - kun (kihalt)
      - nogaj
      - tatár

    - Délkeleti köztörök: ujgur nyelvek (turki)
      - csagatáj (kihalt)
      - sárga ujgur
      - szalár
      - ujgur
      - üzbég (özbeg)

    - Északkeleti köztörök: szibériai török nyelvek
      - altaji (ojrot) 
        - kumandin dialektus (van, aki külön nyelvnek mondja)
        - teleut dialektus (van, aki külön nyelvnek mondja)

      - hakasz
      - sór
      - tuvai (tuba, tofa, tofalar)
      - Jakut csoport (a szibériai csoporttól is északabbra)
        - dolgán
        - jakut
        - haladzs

  - Ogur nyelvek (oghur vagy Lir-török, r-török; csuvasos vagy csuvasos típusú nyelvek)
    - bolgártörök (kihalt)
    - csuvas
    - kazár (kihalt; bár csak néhány személynévből ismert, egyes feltételezések szerint csuvasos nyelv lehetett)
    - hun (kihalt; tulajdonnevek ismertek belőle latin és görög átiratban, feltételezik, hogy csuvasos nyelv volt)
    - avar (kihalt)
- Mongol nyelvek
  - Nyugati csoport
    - kalmük
    - ojrát
    - mogol

  - Keleti csoport
    - burját
    - daghur
    - mongol
    - kitaj (kihalt)
    - monguor (tu)
    - tung-hsziang
- Mandzsu-tunguz nyelvek
  - Déli (mandzsu) csoport
    - mandzsu
    - dzsürcsi
    - nanaj (gold) – Mandzsúria északi részén és az Amur mentén élnek néhány ezren, Kínában és Dél-Szibériában.
    - orok – Szahalin szigetén élnek pár százan.
    - orocs (udehe) – Az Usszuri folyó és a tenger közt élnek, valamint Szahalin szigetén, számuk eléri az ezret.
    - ude

  - Északi (tunguz) csoport
    - even (lamut)
    - evenki (tunguz)
    - negidál
    - ulcsa
- japán (vitatott hovatartozású, a legtöbb forrás ide sorolja)
- koreai (vitatott hovatartozású, a legtöbb forrás ide sorolja)